# Andrzej Kotoński
Andrzej Kotoński (ur. 21 września 1961 w Oświęcimiu) – polski hokeista, wieloletni zawodnik Unii Oświęcim, reprezentant Polski.

## Życiorys
Naukę hokeja zaczął w 1973, a w pierwszej drużynie Unii zadebiutował w wieku 18 lat. Wieloletni zawodnik tego klubu. Poza dwuletnim okresem gry w Tychach i epizodem w Sosnowcu, od 2001 ponownie w macierzystym klubie. W tym czasie był najstarszym zawodnikiem polskiej ekstraligi. W barwach Polski uczestniczył w turnieju mistrzostw świata w 1991.
Po zakończeniu kariery był kierownikiem drużyny Unii. Został także zawodnikiem drużyny weteranów Unii. Ponadto grał jako zawodnik w piłce nożnej 5-cioosobowej, żonaty z Marią, ma dwoje dzieci: Marcina i Paulinę.

## Sukcesy
Reprezentacyjne
- Awans do Grupy A mistrzostw świata: 1991

Klubowe
- Złoty medal mistrzostw Polski (8 razy): 1992, 1998, 1999, 2000, 2001, 2002, 2003, 2004 z Unią Oświęcim
- Srebrny medal mistrzostw Polski (7 razy): 1991, 1993, 1994, 1995, 1996, 1997 z Unią Oświęcim
- Puchar Polski (2 razy): 2001 z GKS Tychy, 2003 z Unią Oświęcim